# Herajon w Olimpii
Herajon, także: świątynia Hery – starożytna świątynia Hery w Olimpii z ok. 600 p.n.e., współcześnie część stanowiska archeologicznego w Olimpii, które w 1989 roku zostało wpisane na listę światowego dziedzictwa UNESCO.

## Historia
Herajon olimpijski został wzniesiony jako pierwsza świątynia na terenie starożytnej Olimpii. Znajdował się u stóp południowego zbocza wzgórza Kronos, na północ od świątyni Zeusa i na wschód od świątyni Filipa II Macedońskiego.
Świątynia została ufundowana przez mieszkańców starożytnego miasta Skillous w Elidzie. Początkowo czczono tu Zeusa.
Według greckiego geografa Pauzaniasza (100/110–180 n.e.) świątynię wzniesiono osiem lat, po tym, jak Oksylos wstąpił na tron Elidy ok. 1096 p.n.e., jednak badania archeologiczne dowiodły, że budowa miała miejsce znacznie później. Według niektórych badaczy herajon powstał ok. 650 p.n.e., w formie niewielkiej świątyni doryckiej z jedną cellą i pronaosem, do których dobudowano później (ok. 600 p.n.e.) opistodomos i kolumnadę. Współcześnie przyjmuje się, że cała świątynia została zbudowana ok. 600 p.n.e.
Gmach był wielokrotnie przebudowywany, a Rzymianie urządzili w nim rodzaj skarbca, gdzie przechowywano m.in. rzeźbę Hermesa z małym Dionizosem.
Do XXI w. zachowała się podstawa świątyni z masywnymi ortostatami oraz dolne części kolumn. Ruiny herajonu to współcześnie część stanowiska archeologicznego w Olimpii, które w 1989 roku zostało wpisane na listę światowego dziedzictwa UNESCO.

## Architektura

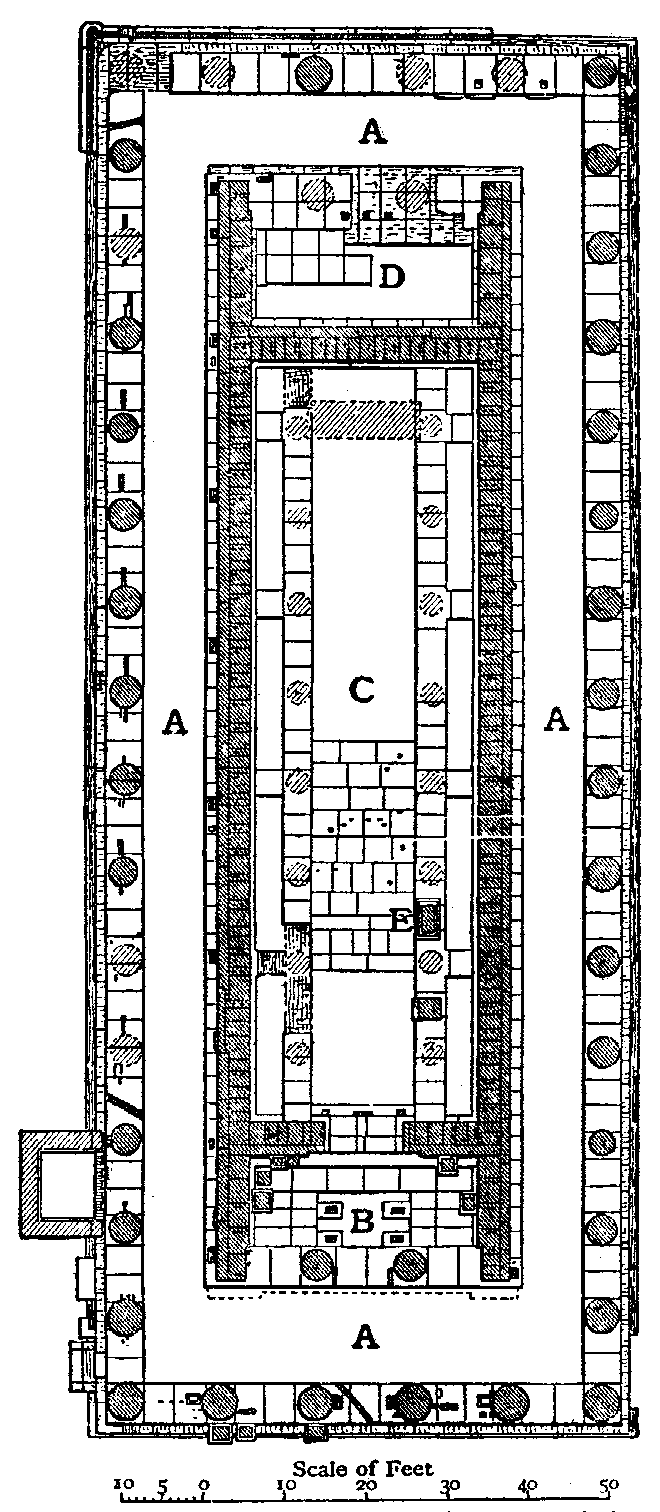
Plan herajonu w Olimpii: A – perystyl, B – pronaos, C – cella, D – opistodomos, E – baza posągu Hermesa

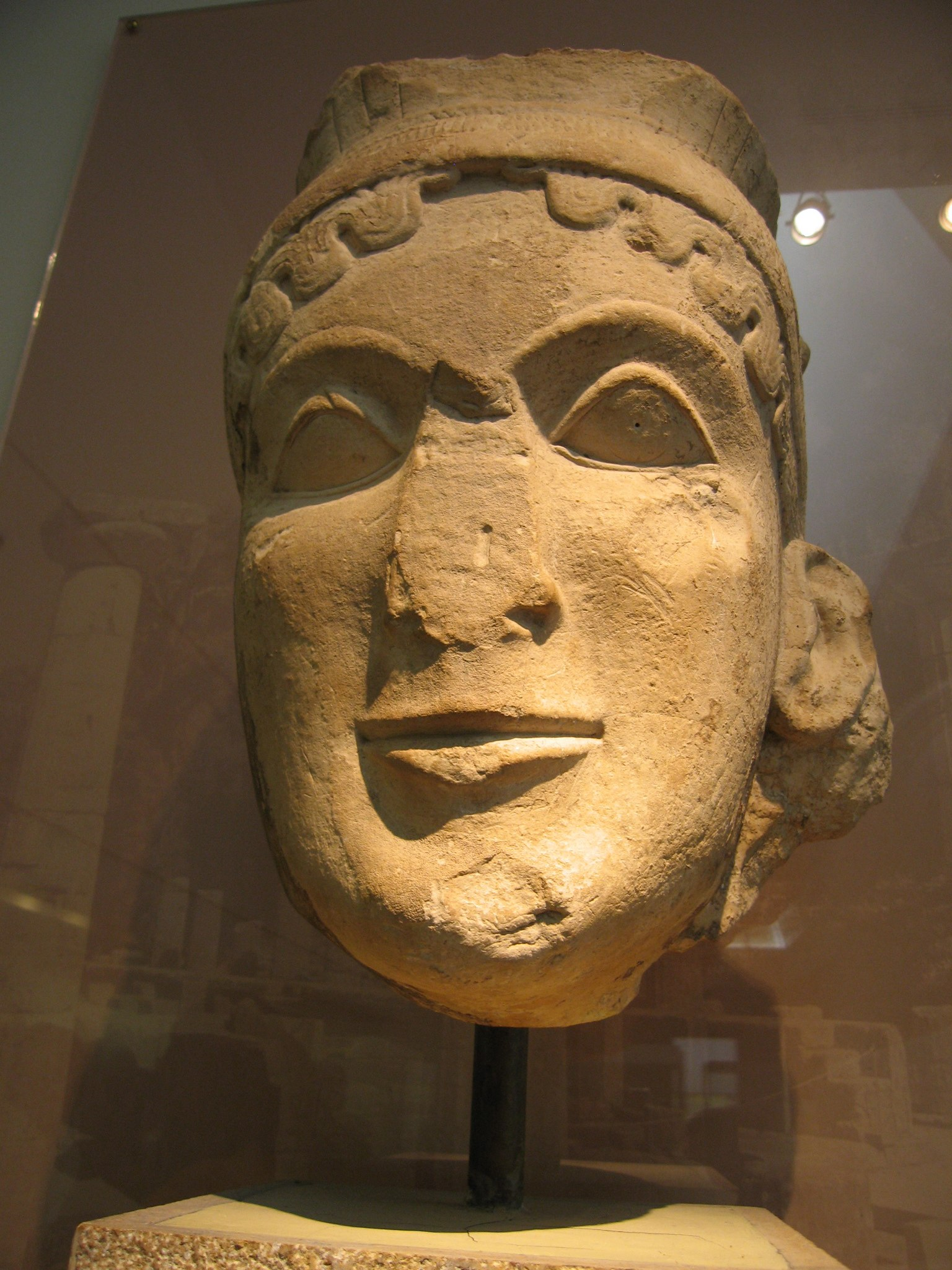
Głowa posągu Hery, Muzeum Archeologiczne w Olimpii

Architekt herajonu nie jest znany. Świątynia to gmach dorycki z okresu archaicznego, o wymiarach 19 × 50 m, orientowany na osi wschód-zachód, z wejściem od wschodu tak, by promienie wschodzącego słońca oświetlały posąg Hery w środku. Wzniesiony z wapienia (fundamenty i podstawa), cegieł glinianych (partie środkowe) i drewna (partie górne i dach), o dachu krytym dachówką terakotową. Belkowanie było drewniane. Na środku frontonów znajdowały się terakotowe akroteriony w formie dysków w jaskrawych kolorach.
Świątynia miała trzy pomieszczenia: pronaos, cellę i opistodomos, przy czym pronaos i opistodomos były zamknięte antami. Do celli wchodziło się z pronaosu przez podwójne drzwi o szerokości 2,9 m. Cella była przedzielona wzdłuż przez dwa rzędy kolumn doryckich, z których co druga kolumna była częścią ściany działowej – cztery ściany wyznaczały pięć niszy po każdej stronie. Na końcu celli stały statuy Zeusa i Hery: bogini siedziała na tronie, a Zeus stał obok niej. Znaleziona podczas prac archeologicznych głowa posągu Hery przypisywana jest do tego posągu. Przed statuami bóstw Szesnaście Kobiet – organizatorek herajów – składało co cztery lata nowo utkany peplos w darze dla bogini.
W świątyni przechowywano dysk Ifitosa, na którym wyryto tekst „świętego pokoju” ogłaszanego na okres organizacji igrzysk w Olimpii. W opistodomosie znajdowały się skrzynia Kypselosa – bogato zdobiona złotem i kością słoniową, dekorowana scenami mitologicznymi oraz stół Kolotesa, na którym wykładano wieńce oliwne dla zwycięzców igrzysk. W ruinach celli znaleziono posąg rzeźbę Hermesa z małym Dionizosem dłuta Praksytelesa.
Naos otaczały początkowo drewniane kolumny, wysokie na 5,21 m – po sześć z przodu i z tyłu, i szesnaście po bokach. Kolumny drewniane wymieniano stopniowo na kolumny kamienne, przy czym każda z nich odpowiadała stylistycznie epoce, w której dokonywano wymiany – kolumny różniły się przede wszystkim kapitelami. Kolumny bardzo dobrze ilustrują rozwój porządku doryckiego od czasów archaicznych do czasów rzymskich. Kolumny miały płaskie wgłębienia, w których umieszczano malowane portrety zwyciężczyń herajów – zawodów atletycznych dla kobiet rozgrywanych w Olimpii. Kiedy Pauzaniasz zwiedzał Olimpię w II w. n.e., stała jeszcze jedna dębowa kolumna w opistodomosie.

## Ołtarz Hery

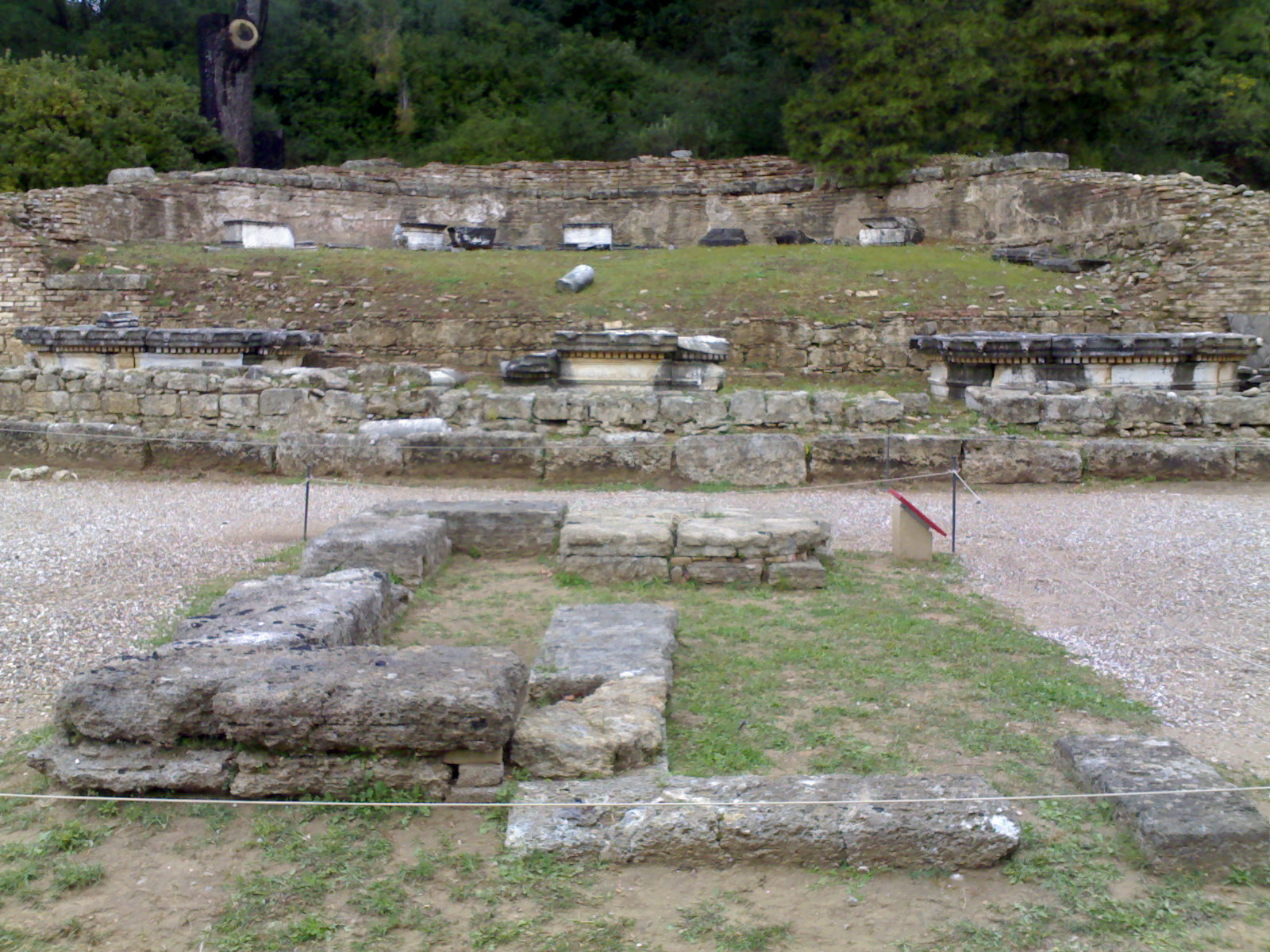
Ołtarz Hery

Przed wejściem do świątyni znajdował się ołtarz Hery. Tutaj od 1936 roku zapalany jest płomień olimpijski, który przenoszony jest przez kapłanki na stadion i przekazywany pierwszemu sportowcowi, który niesie płomień w sztafecie do miejsca organizacji igrzysk olimpijskich.